# 류옌칭
류옌칭(중국어 간체자: 刘彦卿, 병음: Líu Yènqīng, 한자음: 유언경, 1982년 7월 21일 ~ )은 중국의 배우이다.